# Battletoads (videojuego de 2020)
Battletoads es un videojuego beat 'em up desarrollado por Dlala Studios bajo la supervisión de Rare y publicado por Xbox Game Studios. Se trata de un reinicio de la serie Battletoads y supone la primera aparición de la saga en 26 años, tras el lanzamiento de Battletoads Arcade en 1994. El juego fue lanzado el 20 de agosto de 2020 para las plataformas Xbox One y Windows, y el 10 de noviembre de 2020 para la familia de consolas Xbox Series X/S.

## Jugabilidad
Este nuevo episodio mantiene la apuesta del Battletoads original, ciñéndose a los estándares del beat 'em up de desplazamiento lateral. Hasta un máximo de tres jugadores pueden participar de manera simultánea en partida cooperativa, encarnando a los protagonistas de la serie: Rash, Pimple y Zitz,, cada uno con estilos de juego distintos. El juego presenta un estilo gráfico similar al del dibujo a mano y su estética se acerca más a la de dibujos animados que en los juegos anteriores de la serie..
El juego incluye una carrera de obstáculos que recuerda al "Turbo Tunnel" notoriamente difícil del juego original,  pero en lugar de la vista lateral del original, la cámara está situada detrás de los personajes.. La secuencia regresa conservando su característico nivel de dificultad elevado, con su pantalla de "Fin de la Partida" mostrando mensajes de ánimo al jugador, pero también presenta la posibilidad de seleccionar entre diversos niveles de dificultad..

## Trama
Tras haber permanecido atrapados en un búnker de simuladores de fantasía durante 26 años, los Battletoads se despiertan para descubrir que ya no son héroes intergalácticos y han caído en la oscuridad actual. En un intento por recuperar su gloria, se proponen derrotar de una vez por todas a su enemiga acérrima, la Reina Oscura. Pero para su sorpresa, cuando se enfrentan a la Reina Oscura, se dan cuenta de que es necesario unirse a ella para acabar con los Topians, una raza alienígena malvada que no sólo han robado los poderes de la Reina, sino que también fueron quienes atraparon a los héroes en el búnker.

## Desarrollo
El reinicio fue desarrollado por Dlala Studios con la asistencia y supervisión de Rare, el equipo creador de la serie. Dlala Studios trabajó anteriormente en Overruled, un juego de peleas y plataformas. Antes del anuncio del juego en el E3 2018, la serie Battletoads había estado inactiva durante décadas.[cita requerida] y se mostró por última vez en la compilación retrospectiva de 2015 Rare Replay. La intención de Rare era rehacer el juego clásico de Battletoads sin las limitaciones del hardware de las décadas finales del siglo XX. Esta nueva entrega recibió su primer tráiler de juego en el E3 de junio de 2019 y se pudo jugar en la feria comercial X019 de Microsoft celebrada en noviembre del mismo año. El juego se anunció originalmente para un lanzamiento en 2019 como exclusivo de Xbox One, pero luego se fijó para su lanzamiento el 20 de agosto de 2020 para Xbox One y Windows.

## Recepción
Battletoads recibió críticas variadas. El sitio web de revisión agregada Metacritic muestra una puntuación de 65/100 la versión para PC y 72/100 en la versión para Xbox One. Chris Scullion de Pure Xbox puntuó al juego con 8/10, elogiando la animación fluida y el detalle en sus gráficos, los diálogos humorísticos, la banda sonora y la amplia variedad de dificultad; por contra, fue más crítico con lo repetitivo de sus niveles, lo limitado de su conjunto de movimientos y lo extremadamente sencillas que resultan las secciones de rompecabezas.
En una vista previa del juego, IGN comentó que el juego carecía de las plataformas exigentes por las que el original era conocido, aunque el juego en sí seguía siendo difícil.  GamesRadar elogió el progreso que el juego de Dlala Studioshabía mostrado en una demostración de mediados de 2019.